# Костенко, Наталья Васильевна
Наталья Васильевна Костенко (род. 9 августа 1980, станица Малотенгинская, Краснодарский край, РСФСР, СССР) — российский государственный и политический деятель, депутат Государственной Думы VIII созыва, член фракции «Единая Россия», член комитета Госдумы по контролю и Регламенту.
Из-за вторжения России на Украину находится под международными санкциями Евросоюза, США, Великобритании и ряда других стран.

## Биография
В 2004 году получила высшее образование — окончила факультет журналистики Кубанского государственного университета. С 2000 года работала корреспондентом краевой газеты «Кубань сегодня» совмещая работу в газете с учёбой. В 2005—2008 году работала политическим обозревателем в «Независимой газеты», освещала тематику политики, выборов, деятельности политических партий. Была референтом отдела политики. С 2008 по 2013 год корреспондент газеты «Ведомости», освещала деятельность обеих палат Парламента и Администрации Президента РФ. В 2013 году была приглашена на работу в Институт социально-экономических и политических исследований, где в должности заместителя директора работала ОНФ при подготовке его мероприятий. В июне 2013 года вошла в состав центрального штаба Общероссийского народного фронта, с октября 2013 года назначена заместителем руководителя исполнительного комитета ОНФ по проектной работе. С мая 2014 года работала в Центре правовой поддержки журналистов ОНФ в качестве руководителя.
В сентябре 2016 года выдвигалась в депутаты Государственной Думы VIII созыва от «Единой России», по результатам выборов избрана депутатом Госдумы по спискам «Единая Россия».

## Законотворческая деятельность
С 2016 по 2019 год, в период исполнения полномочий депутата Государственной Думы VII созыва, выступила соавтором 34 законодательных инициатив и поправок к проектам федеральных законов.